# Rosenmontag
Rosenmontag (en español: Lunes de las rosas) es el punto destacado del carnaval alemán especialmente en Renania , y tiene lugar antes del miércoles de ceniza, que es el principio de la cuaresma. Rosenmontag se celebra especialmente en los "Hochburgen" (los baluartes de carnaval), de Renania, especialmente Colonia, Bonn, Düsseldorf, Aquisgrán y Maguncia. En contraste con Alemania, en Austria, el punto destacado del "carnaval" no es el Rosenmontag, sino el Faschingsdienstag (martes de carnaval).

## Festividad

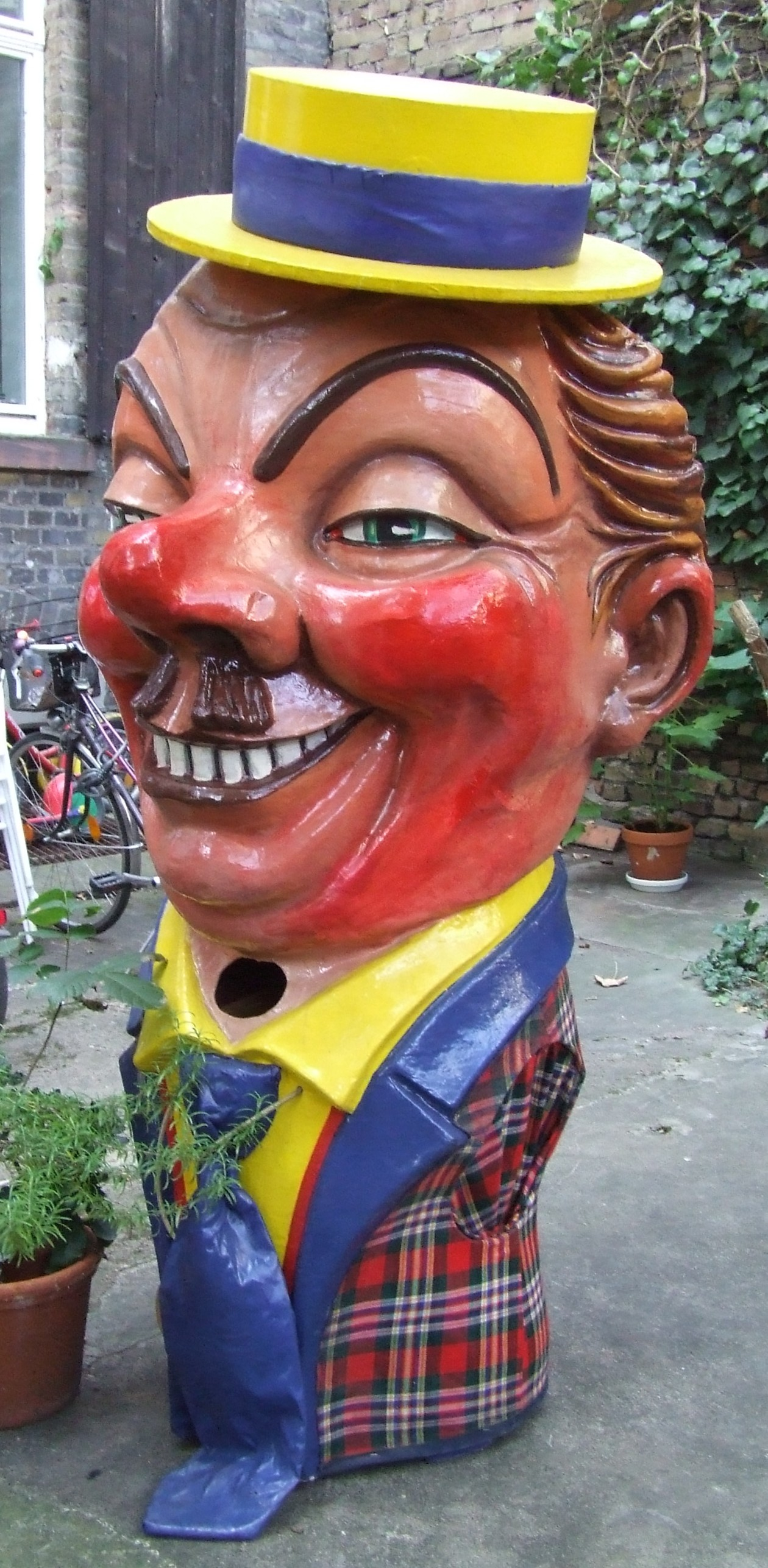
Las cabezas gigantes de Maguncia (Alemania)

La temporada de carnaval comienza a las once horas y once minutos del once de noviembre, pero el carnaval en las calles comienza el jueves antes de Rosenmontag, que es conocido como Weiberfastnacht ("el carnaval de las mujeres" en alemán, jueves lardero, como es conocido en España). El carnaval se celebra en las áreas de tradición católica y es una continuación de las tradiciones romanas antiguas en las que esclavos y criados eran maestros por un día. Carnaval deriva del latín carnem levare ("abandonar la carne") marcando el principio de la cuaresma.
El carnaval no es feriado en Alemania, sin embargo, no hay clases en Rosenmontag y el martes siguiente en muchas regiones. Muchas escuelas y empresas dan libre también el jueves anterior a carnaval y suelen tener celebraciones en Weiberfastnacht, sin embargo, esta es una tradición que muchas empresas tratan de eliminar.
Las celebraciones normalmente incluyen disfraces elegantes, danzas, desfiles, carrozas e ingesta pública de bebidas. En cada ciudad en la que se celebra el carnaval generalmente se organiza un desfile de carrozas en las que se hace referencia a los temas del día.  Normalmente se reparten golosinas (Kamelle) y tulipanes a las multitudes que llenan las calles entre gritos de "Helau" o "Alaaf".
Las celebraciones son más calmadas el día martes y culminan el "Aschermittwoch" (miércoles de ceniza).

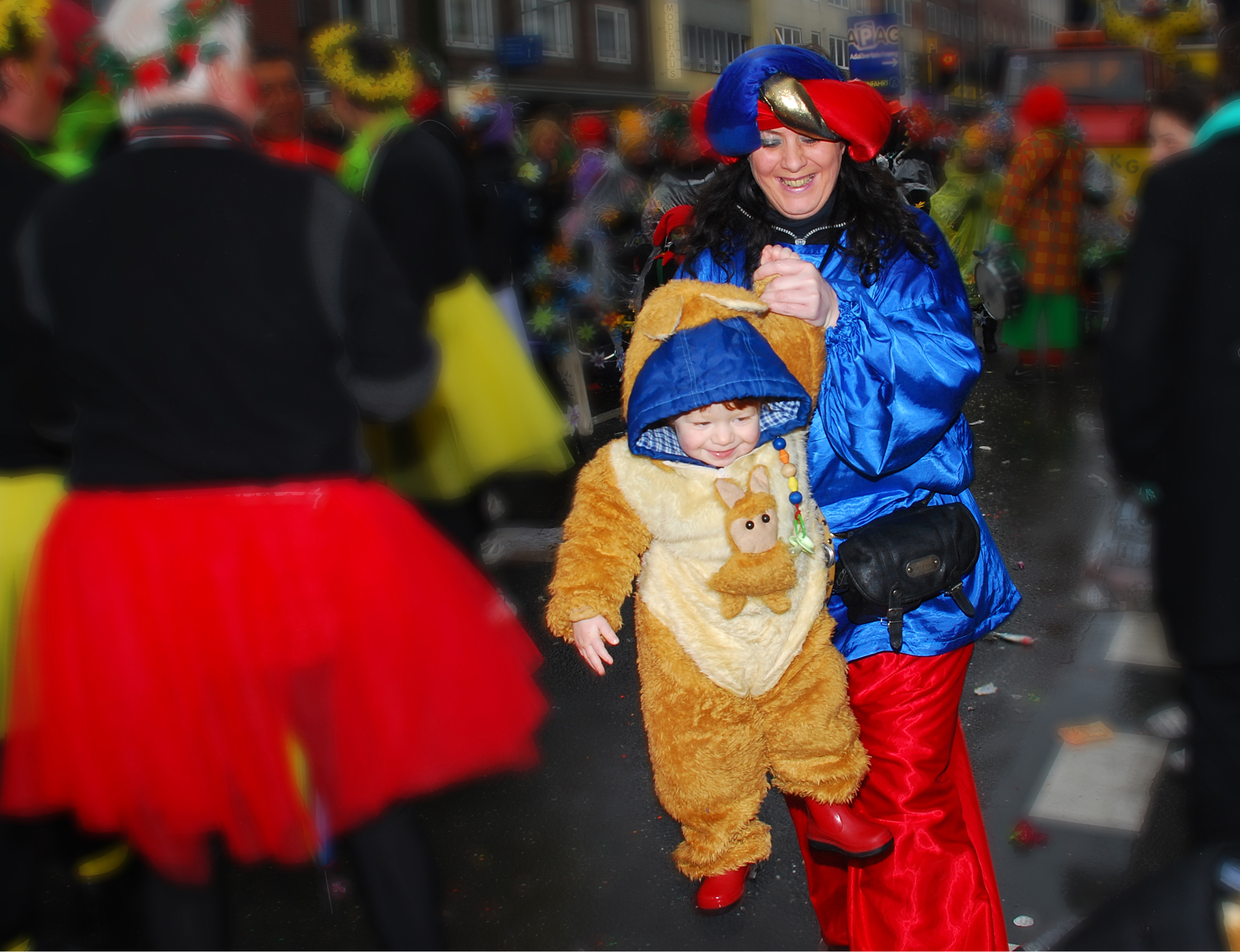
Familias y niños disfrazados, Rosenmontag en Aquisgrán